# Lupta de la Praid-Sovata (1916)
Lupta de la Praid-Sovata a fost o acțiune militară de nivel tactic, desfășurată pe Frontul Român, în timpul campaniei din anul 1916 a participării României la Primul Război Mondial. Ea s-a desfășurat în perioada 16/29 septembrie - 20 septembrie/3 octombrie 1916 și a avut ca rezultat victoria forțelor române, în ea fiind angajate forțe române din Divizia 7 Infanterie, Divizia 8 Infanterie și Divizia 2 Cavalerie și forțe ale Puterilor Centrale din Divizia 39 Infanterie Honvéd, Divizia 72 Infanterie austro-ungară și Brigada 1 Landstrum ungară. A făcut parte din acțiunile militare care au avut loc în bătălia dintre Olt și Mureș .:p. 284

## Comandanți

### Comandanți români
- General Ioan Istrate
- General Ioan Pătrașcu
- General Grigore Basarabescu

### Comandanți ai Puterilor Centrale
- General Blasius Dáni von Gyarmata
- General Georg Hefelle
- Colonel Szabo